# نيكانور
نيكانور بطريرك الإسكندرية للروم الأرثوذكس من 1866 الي 1869. 

## سيرته
ولد حوالي عام 1800 في فولوس. خدم في الكنيسة الأرثوذكسية الإسكندرية برتبة أرشمندريت. في نهاية عام 1850 رُسم مطران طيبة.
في عام 1850، قام الأرشمندريت بورفيري (أوسبنسكي) بزيارة مصر، وبناءً على مشورته أرسل البطريرك هيروثيوس الثاني رسالة إلى الإمبراطور نيكولاس الأول يوضح فيها محنة الكنيسة الإسكندرية ويطلب الإذن بإرسال أسقف إلى روسيا لجمع التبرعات. في عام 1852 تم تفويض المطران نيكانور إلى روسيا لهذا الغرض.
في 30 ديسمبر 1865 توفي البطريرك يعقوب الثاني. تقرر انتخاب بطريرك جديد في مصر من دون مشاركة بطريركية القسطنطينية التي كانت سابقا هل التي تعين بطاركة الإسكندرية. أنتخاب بطريرك الإسكندرية بواسطة الروم الأرثوذكس المحليين في الإسكندرية الذين نموا عدديًا وماليًا وتنظيميًا وسعوا للمطالبة بالمشاركة في شؤون البطريركية الإسكندرية، وأيضا الكنيسة الروسية التي سعت إلى إضعاف نفوذ بطريركية القسطنطينية في الإسكندرية. [بحاجة لمصدر]
عند وصوله إلى مصر، أُجبر نيكانور على التوقيع على ميثاق كنيسة جديد صاغته مجموعة من رجال الدين المحليين، والذي بموجبه كان يحكم الكنيسة البطريرك و4 أعضاء من المجمع.
اعتبر البطريرك نيكانور هذه الخطوة بمثابة تنازل مؤقت، أملاً في التخلص من السيطرة التي فرضها عليه المجلس الملي. فأنشأ البطريرك نيكانور في فبراير 1866 مجمع محلي ورسم أساقفة جددًا من دون موافقة المجلس الملي. فبدأ الصراع بين البطريرك والمجلس الملي، حيث دعم بعض أعضاء المجلس الملي البطريرك في رغبته في حماية الحياة الداخلية للكنيسة من تدخل المنظمات العلمانية، وأصر بعض الاعضاء الأخرى ن على تعميق مثل هذا التدخل.
تفاقم وضع البطريرك نيكانور بسبب تدهور صحته بسبب السكتة الدماغية التي أصيب بها. أصبح من الصعب عليه الآن قيادة الكنيسة، وفي يوليو 1866، وبدون موافقة المجلس الملي، عين نيكانور المطران ميليتيوس كنائب بطريركي. كان المطران ميليتيوس، الذي أصبح اليد اليمنى للبطريرك، والمطران الليبي أثناسيوس ورئيس الشمامسة العظيم أثناسيوس هم أقرب شخصيات للبطريرك نيكانور، حيث كانوا مسؤلين عن شؤون البطريركية.
أدى الوضع الصعب بسبب المشاكل الداخلية للبطريركية إلى خطوة غير مسبوقة عندما أعلن البطريرك أن الأرشمندريت يوجين هو نائبه وخليفته وانسحب إلى دير القديس سابا. تسبب هذا في نزاع داخلي حاد في كنيسة الإسكندرية، مما أدى إلى استقالة نيكانور من الكرسي البطريركي في 19 مارس 1869.
توفي في 25 ديسمبر 1869 في دير القديس سابا.